# The Shadows of Mordor
The Shadows of Mordor, auch Shadows of Mordor: Game Two of Lord of the Rings, ist ein Textadventure des australischen Computerspielherstellers Melbourne House aus dem Jahr 1987. Es handelt sich um ein offizielles Lizenzprodukt zum Fantasy-Roman Der Herr der Ringe von J. R. R. Tolkien und die Fortsetzung zu The Hobbit und Lord of the Rings: Game One. Es erschien für Amstrad CPC, Apple II, C64, DOS, Mac OS, ZX Spectrum.

## Handlung
Die Handlung schließt direkt an den Vorgänger an und orientiert sich an der Reise von Frodo und Sam von den Rauros-Fällen nach Mordor, wie sie im Band Die zwei Türme beschrieben wird.

## Spielprinzip und Technik
The Shadows of Mordor ist ein Textadventure, das heißt, Umgebung und Geschehnisse werden als Bildschirmtext ausgegeben und die Visualisierung obliegt zum größten Teil der Fantasie des Spielers. Die Steuerung der Spielfigur erfolgt über Befehle, die der Spieler mittels der Tastatur eingibt und die von einem Parser abgearbeitet werden. Die Befehle sind in natürlicher Sprache gehalten und lassen den Spielcharakter mit seiner Umwelt interagieren. Der Spieler kann sich so durch die Spielwelt bewegen, Gegenstände finden, sie auf die Umgebung oder andere Gegenstände anwenden und mit NPCs kommunizieren. Mit fortschreitendem Handlungsverlauf werden weitere Orte der Spielwelt freigeschaltet. Im Gegensatz zu klassischen Textadventures, die über keinerlei grafische Ausschmückung verfügen, wartet The Shadows of Mordor an vielen Orten der Spielwelt mit einem Bild der jeweiligen Umgebung auf.

## Rezeption
Keith vom britischen Magazin Computer & Video Games vergab 5 von 10 Punkten und bezeichnete das Spiel als „ziemlich langweilig“. Er kritisierte unter anderem die Leistung des Textparsers, dessen Erkennungsmuster er als schwer durchschaubar beschrieb. Auch würden die Beschreibungstexte durch unzählige überflüssige Informationen aufgebläht. Computer Gamer vergab eine Spielspaß-Wertung von 64 %.